# Cóc tía châu Âu
Cóc tía châu Âu là một loài cóc thuộc họ Bombinatoridae bản địa lục địa châu Âu. Cóc tía châu Âu dài 26–60 mm và nặng 2-13,9 g.

## Phân bố
Loài này được tìm thấy từ ở miền trung và đông châu Âu: Đan Mạch, Thụy Điển, Đức, Cộng hòa Séc, Áo, Slovakia, Croatia, Bosnia-Herzegovina, Serbia, Hy Lạp, Thổ Nhĩ Kỳ, Bulgaria, România, Hungary, Slovenia, Ba Lan, Latvia, Litva, Belarus, Ukraina, Moldova, phía tây nam nước Nga và kết thúc về phía tây Kazakhstan. Nó đã được nhập nội vào Vương quốc Anh.

## Bảo tồn
Xu hướng của loài này là giảm sút số lượng, mặc dù số lượng rất phong phú trong hầu hết phạm vi phân bố của nó. Phía bắc và phía tây của sông Danube có sự gia tăng công tác thủy lợi phục vụ nông nghiệp mang lại xu hướng thuận lợi cho loài cóc này.

## Hình ảnh

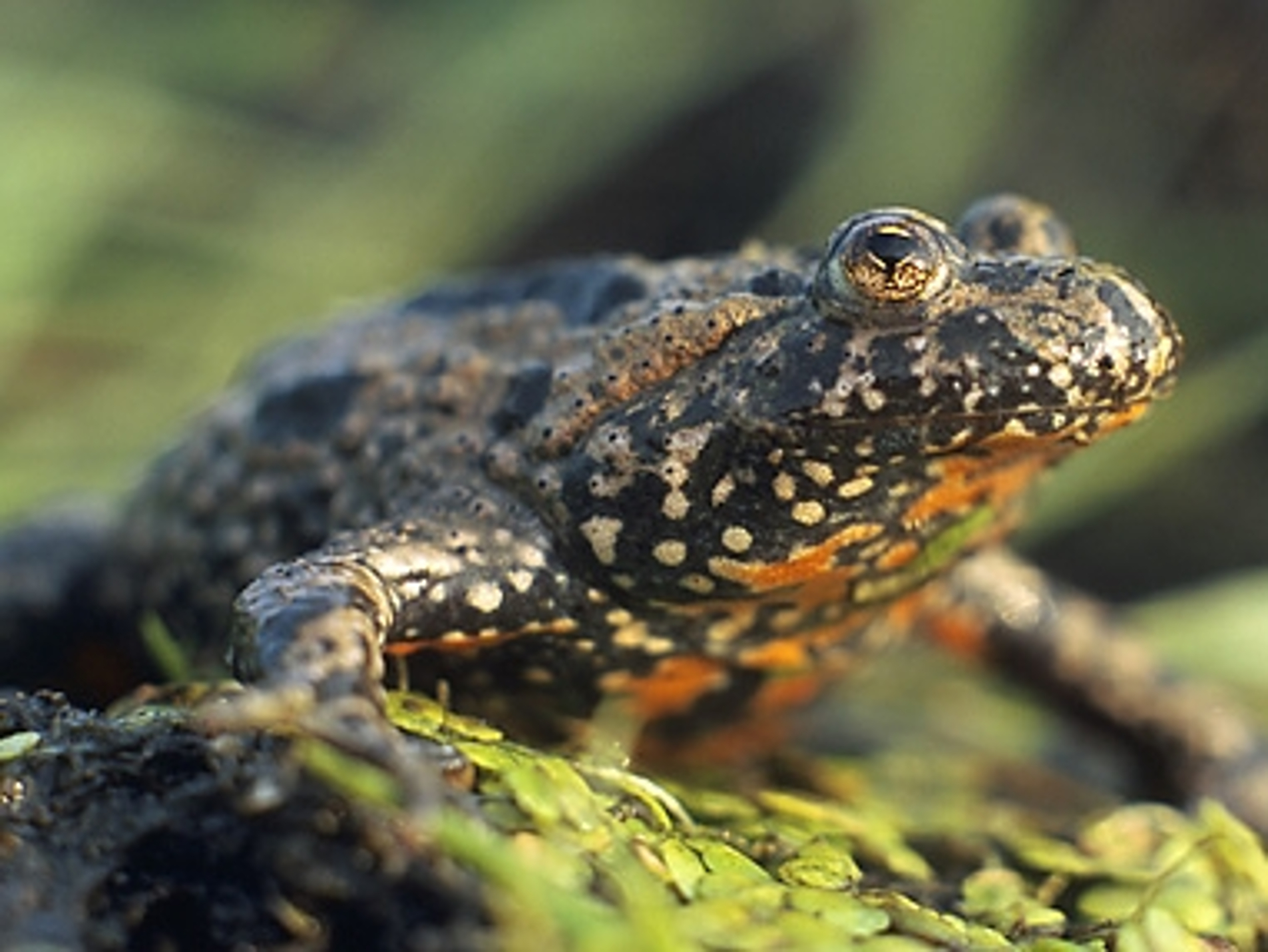
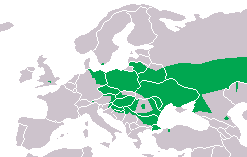
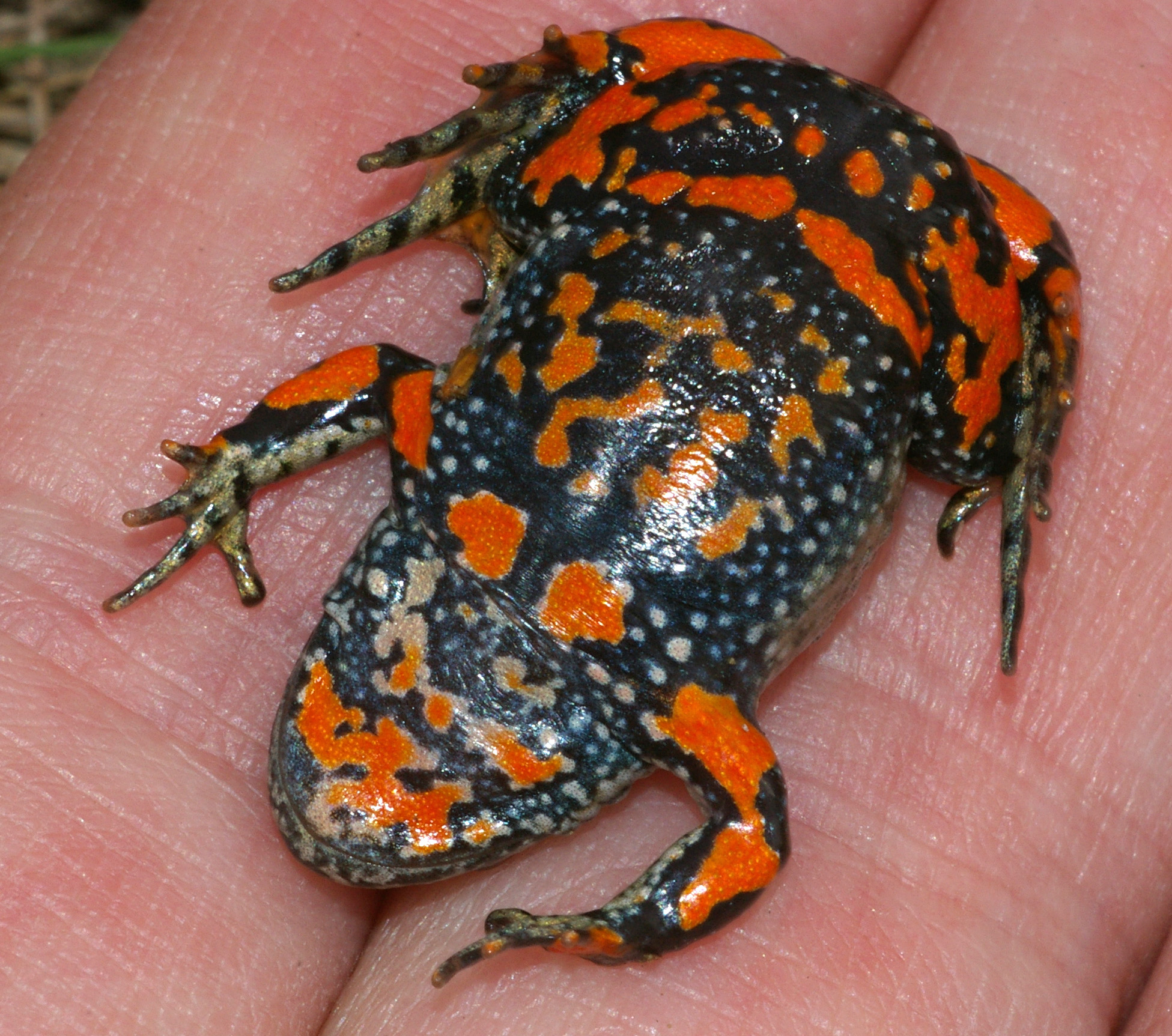
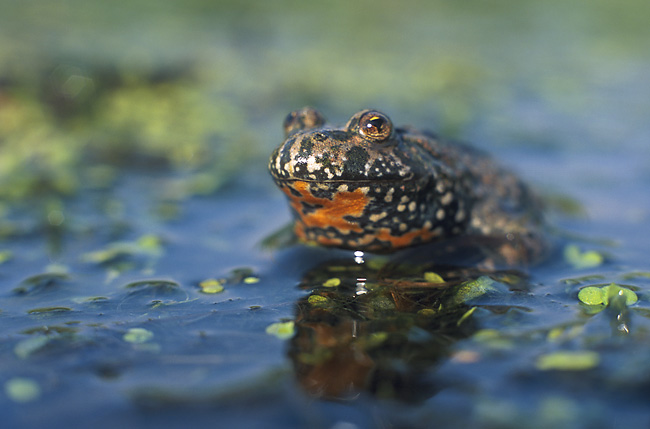